# 池田美恵
池田 美恵（いけだ みえ、1919年 - 1997年）は、日本のギリシア哲学研究者。

## 人物
津田英学塾（現在の津田塾大学前身）、東京文理科大学哲学科選科を修了。田中美知太郎に師事。津田塾大学講師、筑波大学助教授をつとめた。筑波大学を定年退官後は、法政大学文学部哲学科及び人文科学研究科哲学専攻兼任講師をつとめた。
主な論文に「エウクレイデスの無理量について」、「ソポクレスの宗教性」がある。

## 翻訳
- ヘレネ エウリピデス ギリシア悲劇全集 第4巻 人文書院 1960年
- パイドン プラトン名著集 新潮社 1963年
- 弁論術 アリストテレス 世界古典文学全集 筑摩書房 1966年
- パイドーン プラトーン  新潮文庫 1968年、改版2005年
他は田中美知太郎訳で、ソークラテースの弁明・クリトーン
- パルメニデス プラトン著作集 1 勁草書房 1971年
- エウクレィデス原論 世界の名著 9 ギリシアの科学 中央公論社 1972年
- 法律　プラトン全集 13 岩波書店 1976年、岩波文庫（上下） 1993年。森進一・加来彰俊共訳